# Conca
Conca ist eine französische Gemeinde im Département Corse-du-Sud auf der Insel Korsika. Sie gehört zum Arrondissement Sartène und zum Kanton Bavella.

## Geografie
Conca ist die östlichste Gemeinde des Départements Corse-du-Sud. Sie liegt rund 20 Kilometer nördlich von Porto-Vecchio und fünf Kilometer von der Ostküste Korsikas entfernt am Ausläufer der Berge. Das Gemeindegebiet reicht von der Küste bis ins Gebirge. Der westliche Teil des Gemeindegebietes gehört zum Regionalen Naturpark Korsika.
Nachbargemeinden sind Sari-Solenzara im Norden, Zonza im Süden und Westen sowie Quenza im Nordwesten.
Das Gemeindegebiet wird von den kleinen Küstenflüssen Tarcu und Conca entwässert, an der südlichen Gemeindegrenze verläuft der Fluss U Cavu.

## Bevölkerungsentwicklung
| Jahr                       | 1962 | 1968 | 1975 | 1982 | 1990 | 1999 | 2007 | 2017 |
| Einwohner                  | 399  | 432  | 481  | 546  | 783  | 770  | 1015 | 1100 |
| Quellen: Cassini und INSEE |      |      |      |      |      |      |      |      |

## Tourismus

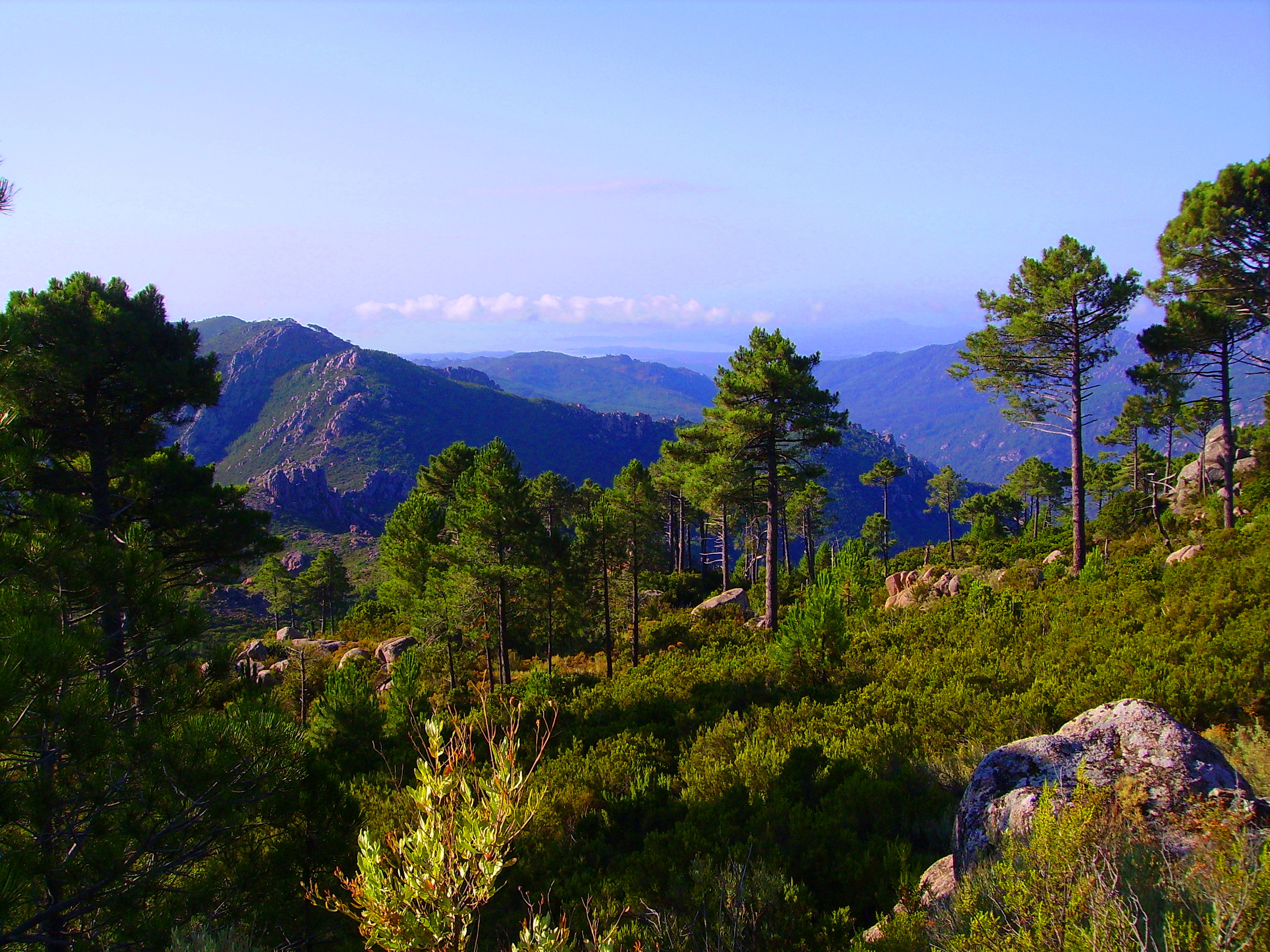
Blick vom GR 20 nahe Conca

Conca ist bekannt als südlicher Endpunkt des Fernwanderwegs GR 20, der die korsischen Berge in Nord-Süd-Richtung durchläuft. Entsprechend gibt es auch Unterkünfte im Ort sowie einen Anschluss an den öffentlichen Nahverkehr.